# 柑玉糖
柑玉糖（かんぎょくとう）は、和菓子のひとつである。

## 概要
ミカンの皮、種、袋を取り去り、白砂糖を加え、練って煮詰め、火から下ろす。浸し寒天に水を注いで煮溶かして、白砂糖を加え、煮詰め、煮詰めた蜜柑に毛篩ですきこみ、ふたたび火にかけて濃く練り合わせ、重箱などの容器に流し、冷やし固める。
江戸時代、天保年間、江戸、深川佐賀町船橋屋織江が売り出したものである。
酸味を和したから、容易に結晶することがなく、日持ちがよかったという。